# Hatfield Point
Hatfield Point est une communauté du Nouveau-Brunswick au Canada.